# Lucile Henriette Mondutaigny
Lucile Henriette Mondutaigny, née à Lyon le 12 février 1826 et morte à Paris 11e le 24 février 1901, est une cantatrice française.
Elle était l'épouse du dramaturge Jules-Henri Brésil.

## Biographie
Premier prix de chant et second prix d'opéra au Conservatoire en 1844, elle épouse Jules-Henri Brésil le 20 juin 1848. Mezzo-soprano, elle se fait remarquer dans le rôle d'Alice dans Robert le Diable (1844) puis dans la première de Ruth de César Franck représentée le 1er novembre 1845 à la salle Érard et jouera dans de nombreuses pièces jusqu'à plus de 80 ans. 
Elle était aussi, par ailleurs, professeur de chant et de piano.